# Ostřešany
Ostřešany es una localidad del distrito de Pardubice, en la región de Pardubice, República Checa. Tiene una población estimada, a principios del año 2021, de 1099 habitantes.
Está ubicada al noroeste de la región, cerca de la frontera con las regiones de Bohemia Central y Hradec Králové, y del curso alto del río Elba